# José Pablo Gómez
José Pablo Gómez Meza (31 de octubre de 1965) es un ingeniero, economista, consultor, investigador y político demócrata cristiano chileno, ex superintendente de Isapres del presidente Ricardo Lagos.
Estudió ingeniería civil de industrias en la Universidad Católica de su país y, posteriormente, realizó un Master of Arts en economía en el programa de Ilades con la Universidad de Georgetown, de los Estados Unidos.
Trabajó como encargado de la Dirección de Estudios del Ministerio de Salud (1997-2000), donde fue uno de los redactores de la Ley Fonasa, que incluyó la eliminación del 2% de subsidio a las Isapres y el cheque en garantía para las atenciones de urgencia, dos de las prioridades sectoriales de Lagos, quien, una vez en el Gobierno, lo designó superintendente de Isapres.
Dejó el cargo a comienzos de 2003, tras la llegada al gabinete de Pedro García.
Ha realizado labores de consultor para el Banco Mundial, la Organización Panamericana de la Salud, la Cepal, el Banco Interamericano de Desarrollo y el Gobierno de Uruguay, entre otros.
Durante la primera administración de Michelle Bachelet asumió como jefe de la División de Finanzas Públicas de la Dirección de Presupuestos del Ministerio de Hacienda de su país, cargo en el que fue ratificado por la administración de Sebastián Piñera.